# Harding-Birch Lakes
Harding-Birch Lakes is een plaats (census-designated place) in de Amerikaanse staat Alaska, en valt bestuurlijk gezien onder Fairbanks North Star Borough.

## Demografie
Bij de volkstelling in 2000 werd het aantal inwoners vastgesteld op 216.

## Geografie
Volgens het United States Census Bureau beslaat de plaats een oppervlakte van
605,0 km², waarvan 566,6 km² land en 38,4 km² water.

## Plaatsen in de nabije omgeving
De onderstaande figuur toont nabijgelegen plaatsen in een straal van 56 km rond Harding-Birch Lakes.